# 里贝拉-迪弗拉瓜什
里贝拉-迪弗拉瓜什是葡萄牙阿威罗区的一个堂区。总面积25.77平方公里，总人口1869人，人口密度72.5人/平方公里。